# Erzbistum Berlin
Das Erzbistum Berlin (lateinisch Archidioecesis Berolinensis) ist die römisch-katholische Erzdiözese im Nordosten Deutschlands. Es umfasst Berlin, den zentralen und nördlichen Teil Brandenburgs, Vorpommern sowie die Stadt Havelberg in Sachsen-Anhalt. Kennzeichnend ist die Situation als Bistum in der Diaspora. Bischofssitz ist die St.-Hedwigs-Kathedrale in Berlin-Mitte. Während des Umbaus dieser Kirche wurden die Gottesdienste des Bischofs und des Metropolitankapitels in der Kirche Sankt Joseph in Berlin-Wedding gefeiert.

## Geschichte

### Vorgeschichte
Im Gebiet des heutigen Erzbistums Berlin gibt es bereits im slawisch geprägten 10. Jahrhundert Hinweise auf das Christentum, wie zum Beispiel das Spandauer Kreuz, von dem neben den Überresten einer Saalkirche in Berlin-Spandau eine Gussform aufgefunden wurde.
Einige Zisterzienserklöster, wie zum Beispiel das Kloster Lehnin, das Kloster Zinna und das Kloster Chorin, wurden im 12. beziehungsweise im 13. Jahrhundert gegründet, in Spandau 1239 ein Benediktinerinnenkloster. Ab Anfang des 13. Jahrhunderts sind in vielen Orten des heutigen Bistums katholische Kirchen nachgewiesen.
Im Mittelalter existierten in Brandenburg die Bistümer Havelberg, Brandenburg und Lebus und in Vorpommern das Bistum Cammin (für ganz Pommern) außer Rügen, das zum Bistum Roskilde gehörte. Alle fünf gingen im 16. Jahrhundert infolge der Reformation unter. Die Domkapitel in Havelberg und Brandenburg blieben als protestantische Institutionen erhalten.
Die erste katholische Kirche in Preußen, die nach der Reformation gebaut werden durfte, war im Jahre 1723 die Kirche St. Peter und Paul auf dem Gewehrplan im heutigen Bezirk Spandau. Ein Jahr später wurde ebenfalls auf Betreiben Friedrich Wilhelms I. eine Kirche in Potsdam erbaut. Beide Kirchen dienten ursprünglich den in Lüttich angeworbenen katholischen Arbeitern der Spandauer Gewehrfabrik. Ab 1747 ließ Friedrich der Große für die katholischen Soldaten die Hedwigskirche in Berlin erbauen. Von Mitte des 19. Jahrhunderts wurden mehr und mehr katholische Gemeinden gegründet und Pfarrkirchen errichtet, wie zum Beispiel St. Peter und Paul in Potsdam, St. Matthias in Berlin-Schöneberg und St. Marien am Behnitz in Berlin-Spandau.

### Fürstbischöfliche Delegatur für Brandenburg und Pommern des Bistums Breslau
Bis Anfang des 19. Jahrhunderts wurden die brandenburgische und pommersche katholische Diaspora durch das Apostolische Vikariat des Nordens betreut. Nach Einigung mit dem protestantischen König von Preußen erließ Papst Pius VII. 1821 die Bulle De salute animarum. Dadurch wurde die brandenburgische und pommersche katholische Diaspora nun ins Fürstbistum Breslau umgegliedert.
Die Niederlausitz und nunmehr schlesische östliche Oberlausitz, bis dahin zur Apostolischen Präfektur Meißen gehörig, kam unmittelbar ans Fürstbistum, während das übrige Brandenburg und Pommern (ohne die Landkreise Bütow und Lauenburg in Pomm.) mittelbar als Fürstbischöfliche Delegatur für Brandenburg und Pommern verwaltet wurden. Der jeweilige Delegat war zugleich Propst der Berliner Hedwigskirche.
Der Zuzug von Katholiken, vor allem nach Berlin, ließ den Wunsch aufkommen, ein eigenes Bistum zu gründen. Dem mochte das Königreich Preußen nicht zustimmen. Am 19. Februar 1923 wurde Delegat Josef Deitmer von Papst Pius XI. zum ersten Weihbischof von Breslau mit Sitz in Berlin ernannt und am 1. Mai 1923 von Adolf Kardinal Bertram konsekriert. Erst nach der Abschaffung der Monarchie kam es 1929 mit dem Freistaat Preußen zum Abschluss des Preußenkonkordats, das die Erhebung der Delegatur zum Bistum Berlin vorsah.

### Errichtung des Bistums Berlin

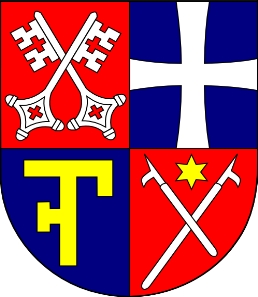
Berlins geviertes Diözesanwappen zeigt die Wappen der ehem. Bistümer Brandenburg (1. Feld), Havelberg (2. Feld), Cammin (3. Feld) und Lebus (4. Feld).

Zugleich wurde die neue Diözese Suffragan in der Ostdeutschen Kirchenprovinz, dem der gleichzeitig zum Erzbischof erhobene ehemalige Breslauer Fürstbischof vorstand.
Am 13. August 1930 wurde, bedingt durch die Zirkumskriptionsbulle Pastoralis officii nostri, der Delegaturbezirk, der Gebiete der historischen Bistümer Havelberg, Brandenburg, Cammin, Lebus und Roskilde (Rügen) umfasste, als Bistum Berlin errichtet und der Bischof von Meißen, Christian Schreiber (1930–1933), zum ersten Bischof von Berlin berufen. Nach nur drei Jahren Amtszeit folgte ihm für zwei Jahre Nikolaus Bares (1934–1935).
Mit der Teilung Berlins 1948 (Bischof war Konrad Kardinal von Preysing (1935–1950)) galt das Bistum als das diplomatisch und verwaltungsmäßig schwierigste der europäischen Kirchen. Kirchenrechtlich war Berlin zu keiner Zeit getrennt. Der Bischof von Berlin war Bischof des gesamten Bistums, also auch für Ost- und West-Berlin. Auf einer Pressekonferenz am 15. Juni 1955 bezeichnete Bischof Weskamm (1951–1956) die gegenwärtige Lage seines Bistums als Spiegelbild der Zerrissenheit Deutschlands. Er könne sich zwar in ganz Berlin frei bewegen, bedürfe aber bei jeder Reise in die Sowjetzone einer Genehmigung und müsse sich dort bei den örtlichen Polizeidienststellen melden. Die Einreise in die Gebiete jenseits von Oder und Neiße […] sei ihm „völlig verwehrt.“ Der gebürtige Berliner Alfred Kardinal Bengsch (1961–1979) hatte seinen Wohnsitz im Ostteil Berlins. Er verteidigte die kirchliche Einheit des politisch geteilten Bistums Berlin.
Am 27. Juni 1972 – infolge der geänderten bundesdeutschen 
Ostpolitik und des Warschauer Vertrags – passte Papst Paul VI. die Diözesangrenzen den politischen Nachkriegsgrenzen an. Durch die Apostolische Konstitutionen Episcoporum Poloniae coetus und Vratislaviensis-Berolinensis et aliarium wurde das Bistum aus der Kirchenprovinz Breslau ausgegliedert und exemt, sein hinterpommersches und neumärkisches Diözesangebiet fiel an neue Diözesen in Polen (Bistum Landsberg (Warthe), Bistum Stettin-Cammin und Bistum Köslin-Kolberg).

### Erzbistum Berlin

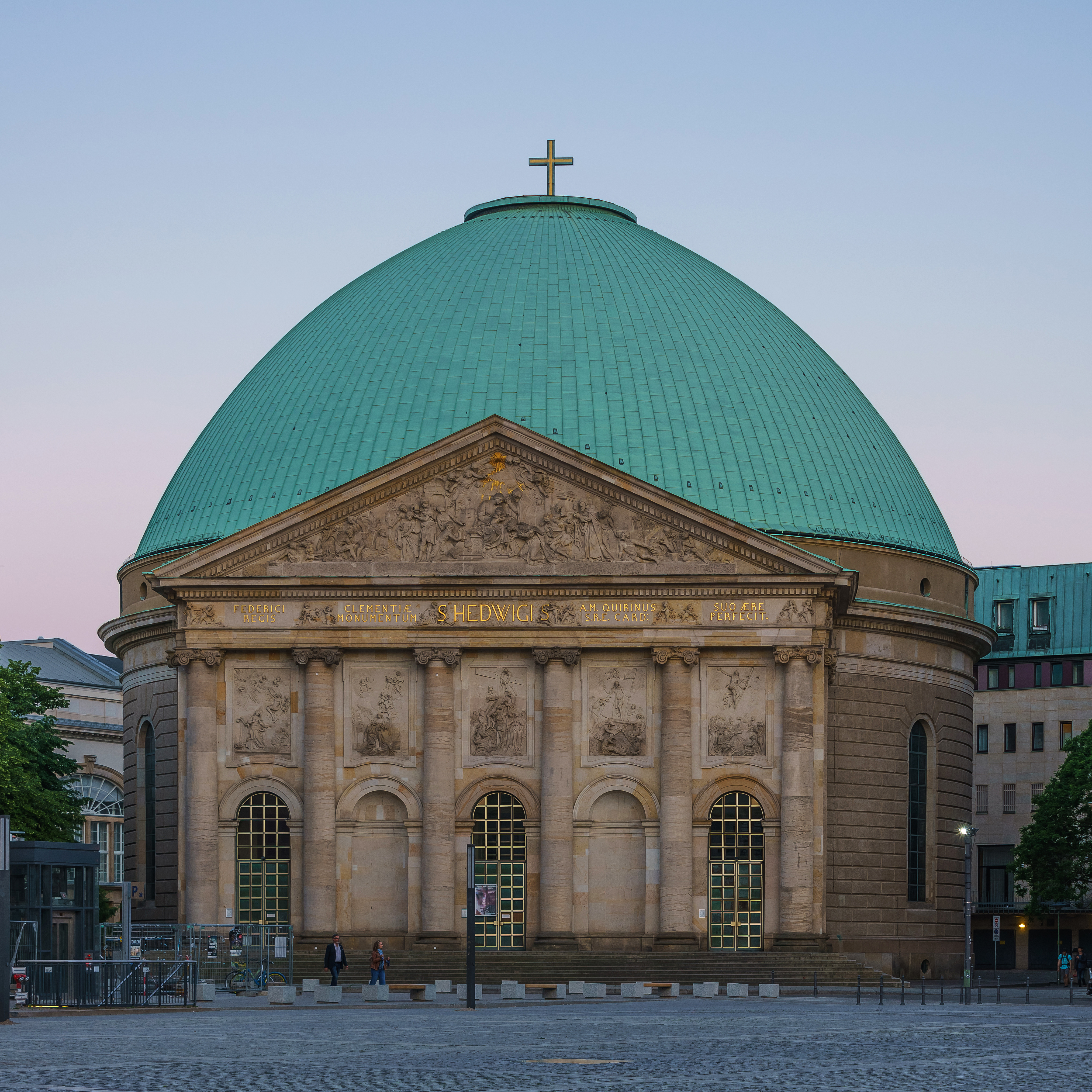
St.-Hedwigs-Kathedrale

Am 27. Juni 1994 wurde das Bistum Berlin von Papst Johannes Paul II. durch die apostolische Konstitution Certiori christifidelium zum Erzbistum erhoben. Die neue Kirchenprovinz Berlin umfasst die Suffraganbistümer Dresden-Meißen (zuvor exemt) und Görlitz (neu zur Diözese erhoben, zuvor bis 1945/72 unmittelbares Breslauer Diözesangebiet). Es wurde zu einem der traditionellen Kardinalssitze in Deutschland neben Köln und München und Freising. Georg Kardinal Sterzinsky war erster Erzbischof von Berlin und Metropolit der Kirchenprovinz.

#### Finanzkrise 2003
Im Jahre 2003 geriet das Erzbistum so stark in finanzielle Probleme, dass es drohte, zahlungsunfähig zu werden. Zur Sanierung des Finanzhaushaltes wurde im Rahmen des „Planes 2009“ unter anderem die Anzahl der Kirchengemeinden durch Zusammenlegung von 207 auf derzeit 108 reduziert. Eine Reihe von katholischen Kirchen wurde seit 2004 geschlossen und abgerissen oder verkauft. Wichtige Unterstützung bei der Entschuldung leisteten die anderen deutschen Bistümer. Die meisten Gemeinden mussten wegen der Verminderung der Finanzzuweisungen vom Erzbischöflichen Ordinariat das Personal reduzieren. Einzelne Gemeinden versuchten die Finanzierungslücken durch die Errichtung von Gemeindestiftungen auszugleichen. Seit der Errichtung der ersten Stiftung Mater Dolorosa Berlin-Lankwitz im Jahr 2006 sind mehrere Pfarreien dem Beispiel gefolgt, zum Zwecke der finanziellen Unterstützung der Gemeinde rechtsfähige Stiftungen zu errichten.

#### Bischofswechsel 2011
Am 24. Februar 2011 nahm Papst Benedikt XVI. das aus Altersgründen vorgebrachte Rücktrittsgesuch von Georg Kardinal Sterzinsky an. Die Amtsgeschäfte im Erzbistum Berlin übernahm kommissarisch der Weihbischof in Berlin, Matthias Heinrich. Dieser wurde durch das Domkapitel am 28. Februar 2011 zum Diözesanadministrator in der Zeit der Sedisvakanz gewählt. Am 30. Juni verstarb Georg Kardinal Sterzinsky. Am 2. Juli 2011 wurde zeitgleich in Rom und Berlin bekanntgegeben, dass der bisherige Kölner Weihbischof Rainer Maria Woelki vom Heiligen Vater zum neuen Erzbischof von Berlin ernannt wurde. Am 16. August 2011 legte Woelki als erster Erzbischof von Berlin den nach dem Reichskonkordat vom 20. Juli 1933 vorgeschriebenen Treueid vor dem Senat von Berlin ab. Er wurde am 27. August 2011 in der St. Hedwigs-Kathedrale in das Amt als Erzbischof von Berlin eingeführt und am 18. Februar 2012 zum Kardinal erhoben.

#### Papstbesuch 2011

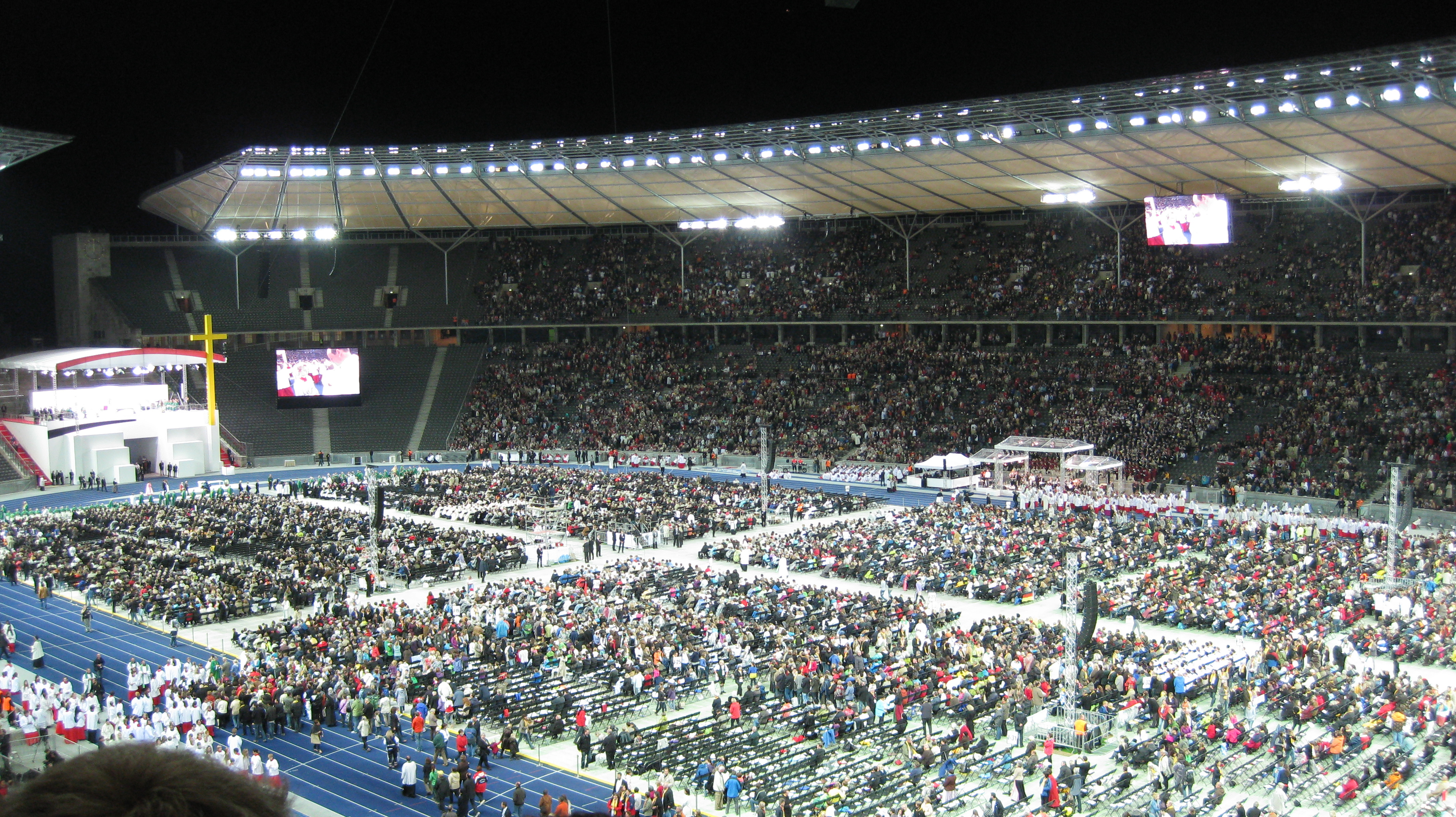
Papst Benedikt XVI. feierte am 22. September 2011 mit etwa 61.000 Gläubigen die Heilige Messe im Olympiastadion Berlin.

Zu Beginn seines Deutschlandbesuches im Jahr 2011 kam Papst Benedikt XVI. am 22. September nach Berlin und hielt nach der offiziellen Begrüßung durch Bundespräsident Wulff eine Rede im Deutschen Bundestag. Anschließend feierte er eine Heilige Messe im Olympiastadion.

#### Errichtung von pastoralen Räumen und Fusion zu größeren Pfarreien
Am 2. Dezember 2012 gab Kardinal Woelki in Form eines Hirtenbriefes bekannt, dass die Pfarrgemeinden im Erzbistum Berlin unter Einbezug katholischer Einrichtungen, Dienste und Verbände, wie etwa Angeboten der Caritas, sich in einem Strukturprozess unter dem Thema Wo Glauben Raum gewinnt zu pastoralen Räumen zusammenschließen sollen. Der Prozess hat organisatorisch zum Ziel, die Zahl der rechtlich selbständigen Pfarreien auf etwa 30 zu reduzieren. Auf einem Pfarrgebiet sollen dann mehrere Gemeinden unter dem Dach einer Pfarrei bestehen. Nach einer „Findungsphase“, in der die in Zukunft zueinandergehörenden Pfarreien bestimmt wurden, und einer „Entwicklungsphase“, die die Fusion inhaltlich und organisatorisch vorbereiten sollte, schlossen sich 2020 die ersten neuen Pfarreien zusammen, bis 2023 sollen alle Fusionen abgeschlossen sein.

#### Bischofswechsel 2014/2015
Am 11. Juli 2014 ernannte Papst Franziskus Rainer Maria Kardinal Woelki zum Erzbischof von Köln. Seit der Amtseinführung Kardinal Woelkis am 20. September 2014 in Köln war der erzbischöfliche Stuhl von Berlin vakant. Das Metropolitankapitel wählte am 22. September den bisherigen Generalvikar Prälat Tobias Przytarski zum Diözesanadministrator. Am 8. Juni 2015 ernannte Papst Franziskus den Dresdener Bischof Heiner Koch zum neuen Erzbischof von Berlin. Die Amtseinführung fand am 19. September 2015 statt.

#### COVID-19-Pandemie
Am 17. März 2020 hat das Erzbistum wie alle deutschen Diözesen wegen der COVID-19-Pandemie in Deutschland sämtliche Veranstaltungen und Gottesdienste bis Ende April 2020 einschließlich der liturgischen Feiern in der Heiligen Woche abgesagt.

#### Untersuchung von Fällen sexuellen Missbrauchs
Das Erzbistum beauftragte im November 2020 die Anwaltskanzlei Redeker Sellner Dahs mit der Überprüfung von Verdachtsmomenten bei Priestern, Diakonen und männlichen Ordensangehörigen im Bereich des Erzbistums, die aus der 2018 veröffentlichten MHG-Studie ersichtlich waren; das Gutachten wurde am 29. Januar 2021 vom Erzbistum der Öffentlichkeit vorgestellt. Die Kanzlei sprach darin von 61 anonymisierten Beschuldigten und 121 Betroffenen seit 1946; 37 der Beschuldigten seien bereits verstorben, 18 befänden sich im Ruhestand. In 49 Fällen handele es sich um sexuellen Missbrauch von Minderjährigen, in fünf Fällen um eine sogenannte Grenzüberschreitung, in einem Fall um Kinderpornografie. Daneben sei von einer erheblichen Dunkelziffer auszugehen. Die Kanzlei stieß bei den Untersuchungen auf zahlreiche Versäumnisse sowie systemische und strukturelle Probleme innerhalb der katholischen Kirche, die sexuellen Missbrauch erleichtert und die Aufklärung verhindert hätten. Allerdings sei beim Berliner Ordinariat etwa ab 2002 ein Bewusstseinswandel hin zu mehr Transparenz festzustellen, während vorher die Verantwortlichen in erster Linie bemüht gewesen seien, Schaden von der Institution abzuwenden: „Während in den Jahren vor 2002 aus den Akten häufig noch eine deutlich größere Empathie mit den Beschuldigten zu erkennen ist als sie den Betroffenen gegenüber entgegengebracht wurde, hat sich dies seit 2002 erkennbar und grundlegend zum Besseren verändert.“ Die Anwaltskanzlei gab in dem Gutachten auch konkrete Handlungsempfehlungen. Das Erzbistum erklärte, in Kooperation mit den Bistümern Dresden-Meißen, Görlitz und der Katholischen Militärseelsorge werde eine unabhängige Aufarbeitungskommission und ein Betroffenenbeirat gegründet; für die Weiterarbeit an der Untersuchung im Erzbistum wird es eine Kommission geben, in die der Diözesanrat und der Priesterrat Mitglieder entsenden.
Kritisiert wurde, dass das Gutachten nicht vollständig veröffentlicht wurde; es fehlte der Teil, in dem über die Täter und die Verantwortlichen im Erzbistum informiert wird. Erzbischof Koch und Generalvikar Kollig erklärten dazu im Interview am 3. Februar 2021, dass dieser Abschnitt die Protokolle mit Aussagen von Betroffenen enthalte, die diese teilweise mit der Bitte um Vertraulichkeit gemacht hätten; durch eine Veröffentlichung würden Persönlichkeitsrechte der Betroffenen und der Beschuldigten verletzt. Der eingesetzten Kommission läge das Gutachten vollständig vor; sie habe den Auftrag zu einer Analyse und der Bewertung der konkreten Verantwortlichkeiten in der Bistumsleitung, auf deren Grundlage dann über zu ziehende Konsequenzen entschieden werde. Mehrere der Handlungsempfehlungen der Anwaltskanzlei würden selbstverständlich bereits vorab umgesetzt.
Im April 2023 teilte das Erzbistum mit, dass die sexuelle Gewalt an Kindern im Erzbistum Berlin offenbar größere Dimensionen hatte als bis dahin vermutet. Dem Erzbistum sei bekannt geworden, dass in den 1960er-Jahren Priester und Ordensschwestern in Neukölln und Charlottenburg-Wilmersdorf gemeinsam sexuellen Missbrauch an Kindern geplant und begangen hätten: „Beteiligt waren neben Priestern des Erzbistums Berlin Schwestern der Armen Schulschwestern von Unserer Lieben Frau und der Schwestern von der heiligen Elisabeth (graue Schwestern). Sie traten gegenüber den Kindern als Gruppe auf.“ Die Beschuldigungen wurden nach Prüfung ihrer Glaubwürdigkeit der zuständigen Staatsanwaltschaft gemeldet. Wie viele Kinder und Jugendliche insgesamt betroffen waren, sei noch nicht absehbar, bisher seien sechs beschuldigte Priester und sechs Ordensschwestern identifiziert worden, die überwiegend bereits verstorben seien.

## Bischöfe
Heiner Koch ist seit 2015 der dritte Erzbischof (10. Bischof seit Errichtung als Bistum) und Metropolit der Ostdeutschen Kirchenprovinz. Zuvor hatte Rainer Maria Kardinal Woelki das Amt drei Jahre inne. Er ging als Erzbischof nach Köln.

## Patrone und Weihen

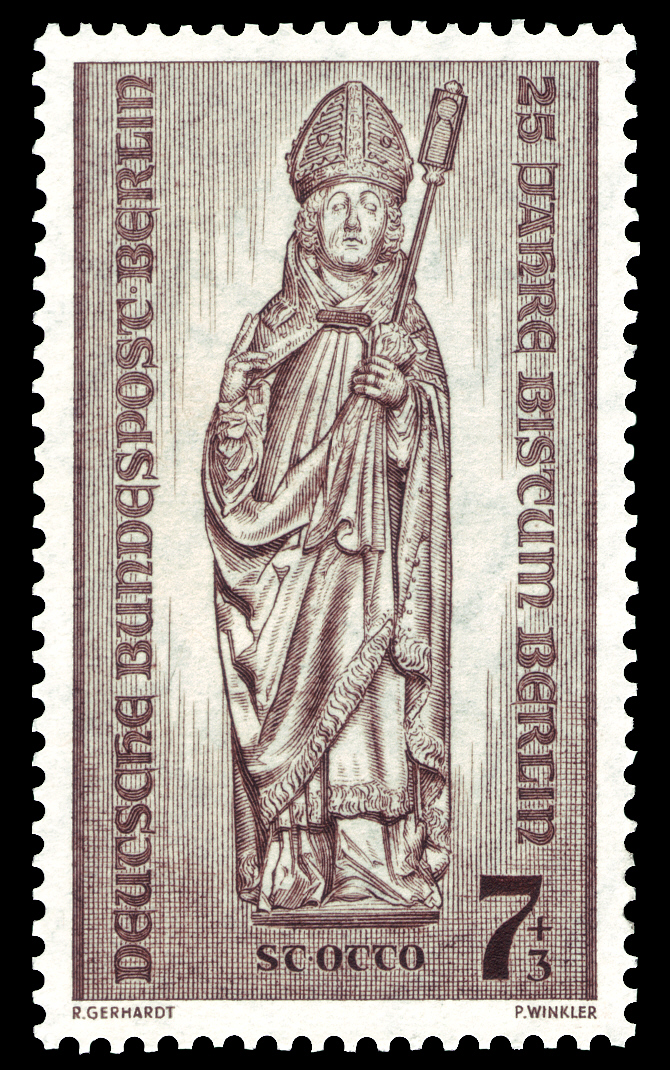
Der hl. Otto auf einer Briefmarke von 1955 zum 25. Jubiläum der Errichtung des Bistums

- Apostel Petrus, Hauptpatron (Fest am 29. Juni)
- Bischof Otto von Bamberg, Mitpatron (Fest am 30. Juni)
- Herzogin Hedwig von Schlesien, Patronin der Kathedrale in Berlin und der Stadt Berlin (Fest 16. Oktober)[29]

Die Patrone des Bistums sind auch auf der Hedwigsmedaille abgebildet, mit der das Erzbistum Berlin Katholiken auszeichnet.
Bischof Nikolaus Bares weihte am 24. Juni 1934 beim Märkischen Katholikentag in Hoppegarten das Bistum Berlin dem Heiligsten Herzen Jesu, sein Nachfolger Konrad Kardinal Preysing erneuerte die Weihe in den Jahren 1944 und 1948 unter dem Eindruck des Zweiten Weltkriegs und seiner Folgen. Erzbischof Heiner Koch teilte am Herz-Jesu-Fest, dem 19. Juni 2020, mit, er werde das Erzbistum Berlin Fest Mariä Himmelfahrt, dem 15. August 2020, zum 90-jährigen Bestehen des Bistums Berlin den Heiligsten Herzen Jesu und Mariä weihen.

## Persönlichkeiten

### Märtyrer
- Paul Bartsch, Pfarrer von Petershagen und Gransee, Seelsorger der polnischen Zwangsarbeiter, Häftling im KZ Dachau, 1950 ermordet.
- Leonhard Berger,[31][32] Kuratus von Zinnowitz
- Eva-Maria Buch, Widerstandskämpferin gegen das NS-Regime
- Alfred Delp SJ, Jesuit, Mitglied des Kreisauer Kreises
- Arno Ertner[32][33][34] Opfer der NS-Justiz
- August Froehlich, Pfarrer von Rathenow, Widerstandskämpfer gegen das NS-Regime, Verteidiger der Rechte der deutschen Katholiken und polnischen Zwangsarbeiter
- Nikolaus Groß, Seliger, Gewerkschafter der Katholischen Arbeitnehmer-Bewegung (KAB), Widerstandskämpfer gegen das NS-Regime
- Albert Hirsch[32][35][36] Pfarrer von Luisenthal in Pommern, Seelsorger der polnischen Zwangsarbeiter, Opfer der nationalsozialistischen Justiz gegen die katholische Geistlichen in Pommern (sogenannter „Fall Stettin“)
- Erich Klausener, Zentrumspolitiker, Widerstandskämpfer gegen das NS-Regime
- Carl Lampert, Seliger, Provikar von Innsbruck-Feldkirch, Seelsorger in Pommern, Opfer der NS-Justiz gegen die katholische Geistlichen (sogenannter „Fall Stettin“)
- Paul Lejeune-Jung, Volkswirtschaftler, Politiker, Syndikus, Widerstandskämpfer gegen das NS-Regime
- Josef Lenzel, Pfarrer der Gemeinde St. Maria Magdalena in Berlin, Präses der Kolpingsfamilie Berlin-Zentral, Widerstandskämpfer gegen das NS-Regime, Seelsorger der polnischen Zwangsarbeiter
- Bernhard Letterhaus, Gewerkschafter der Katholischen Arbeitnehmer-Bewegung (KAB), Widerstandskämpfer gegen das NS-Regime
- Bernhard Lichtenberg, Seliger und Gerechter unter den Völkern, Dompropst der St. Hedwigs-Kathedrale
- Friedrich Lorenz OMI, Oblatenmissionar in Schwerin, Stettin, Opfer der NS-Justiz gegen die katholische Geistlichen in Pommern (sogenannter „Fall Stettin“)
- Michael Graf von Matuschka, Verwaltungsbeamter, Zentrumspolitiker und Widerstandskämpfer gegen das NS-Regime und
- Rudolf Mandrella, Jurist, Widerstandskämpfer gegen das NS-Regime
- Max Josef Metzger, Widerstandskämpfer gegen das NS-Regime und Diener Gottes
- Mirjam Michaelis CSSJ, Ordensschwester der Ordensgemeinschaft der Josefschwestern und Opfer des Holocaust
- Otto Müller, Priester, Verbandspräses der Katholischen Arbeitnehmer-Bewegung (KAB), Widerstandskämpfer gegen das NS-Regime
- Lieselott Neumark,[34][37][38] Fürsorgerin, Opfer des Holocaust
- Karl Heinrich Schäfer, Reichsarchivrat in Potsdam, Opfer der NS-Justiz
- Herbert Simoleit, Kaplan in Stettin, Opfer der NS-Justiz gegen die katholische Geistlichen in Pommern („Fall Stettin“)
- Maria Terwiel, Widerstandskämpferin gegen das NS-Regime
- Alfons Maria Wachsmann, Pfarrer und Studentenseelsorger in Greifswald, Widerstandskämpfer gegen das NS-Regime
- Bernhard Wensch, Priester, erster Jugendseelsorger im Bistum Meißen, Widerstandskämpfer gegen das NS-Regime
- Albert Willimsky, Pfarrer von Friesack, Gransee und Stettin-Podejuch, erster Priestermärtyrer des (Erz-)Bistums Berlin, Widerstandskämpfer gegen das NS-Regime, Seelsorger der polnischen Saisonarbeiter bzw. Schnitter
- Josef Wirmer, Jurist, Zentrumspolitiker, Widerstandskämpfer gegen das NS-Regime

### Sonstige
Neben den Bischöfen, Weihbischöfen, Fürstbischöfliche Delegaten und Domkapitularen haben die folgenden Persönlichkeiten Bezug zum Erz- und Bistum Berlin:
- Joseph Ahrens, Komponist, Organist und Professor für Kirchenmusik
- Raimund Bruns, Dominikanerpater, Militär- und Zivilgeistlicher in Potsdam von 1731 bis 1743
- Ute Eberl, Theologin, Teilnehmerin der dritten Außerordentlichen Bischofssynode im Oktober 2014 in Rom
- Clemens August Graf von Galen, Kardinal und Bischof von Münster („Löwe von Münster“), wirkte von 1906 bis 1929 in Berlin
- Romano Guardini, Religionsphilosoph und Theologe
- Christian Herwartz SJ, Jesuit, Arbeiterpriester, Urheber der Straßenexerzitienbewegung
- Maximilian Kaller, Pfarrer auf Rügen und an St. Michael (Berlin-Mitte), Bischof von Ermland
- Wilhelm Emmanuel von Ketteler, Bischof von Mainz, 1849/50, Propst an der St. Hedwigs-Kirche und Fürstbischöflicher Delegat für Brandenburg und Pommern
- Klaus Mertes SJ, Jesuit, von 2000 bis 2011 Rektor des Jesuitengymnasiums Canisius-Kolleg Berlin
- Johannes Pinsk, Akademiker- und Studentenseelsorger, Pfarrer von Mater Dolorosa und Hochschullehrer
- Johanna Schell, Kirchenmusikerin
- Nina Schenk Gräfin von Stauffenberg, Witwe des Widerstandskämpfers Claus Schenk Graf von Stauffenberg, wurde zusammen mit ihrer Tochter Konstanze von Februar bis April 1945 im kath. St.-Josefs-Krankenhaus in Potsdam betreut[39]
- Reinhold Schneider, katholischer Schriftsteller, von 1928 bis 1938 in Berlin und Potsdam wohnhaft
- Margarete Sommer, Sozialarbeiterin, Gerechte unter den Völkern
- Carl Sonnenschein, Priester, als „Großstadtseelsorger“ bekannt geworden
- Ernst Thrasolt, Priester, religiöser Lyriker, Mitbegründer der katholischen Jugendbewegung
- Carl Ulitzka, Priester, Zentrumspolitiker, Reichstagsabgeordneter, Widerstandskämpfer gegen das NS-Regime

Siehe auch: Kategorie:Person (Erzbistum Berlin)

## Kirchliche Strukturen und Einrichtungen

Logo des Erzbistums bis 2024

Ende 2018 lebten im Erzbistum Berlin 408.723 Katholiken, davon 320.915 in Berlin, 72.677 in Brandenburg, 14.987 in Vorpommern und 144 in Sachsen-Anhalt. Das Erzbistum geht aufgrund von Prognosen davon aus, dass die Zahl der Katholiken bis 2060 auf rund 260.000 sinkt.

### Pfarreien
Zwischen 2020 und 2024 fusionierten die meisten Pfarreien des Erzbistums zu 26 Pfarreien, nachdem sie seit 2013 in dem Strukturprozess Wo Glauben Raum gewinnt „Pastorale Räume“ gebildet und die Fusion vorbereitet hatten.
- Pfarrei Allerheiligen – Potsdamer Land (Potsdam, Babelsberg, Michendorf, Werder (Havel)); Pfarrkirche: St. Peter und Paul (Potsdam)
- Pfarrei Bernhard Lichtenberg Berlin-Mitte (Prenzlauer Berg, Kreuzberg); Pfarrkirche: St. Bonifatius (Berlin-Kreuzberg)
- Pfarrei Christi Auferstehung – Berlin rund um den Funkturm („Funkturm-Katholiken “; Charlottenburg, Westend, Grunewald); Pfarrkirche: St. Canisius
- Pfarrei Edith Stein, Neukölln-Süd (Britz, Gropiusstadt, Rudow); Pfarrkirche: St. Dominicus (Gropiusstadt)
- Pfarrei Heilige Drei Könige Nord-Neukölln; Pfarrkirche: St. Clara
- Pfarrei Heilige Familie – Spandau – Havelland (Spandau-Nord, Siemensstadt, Falkensee, Dallgow-Döberitz); Pfarrkirche: Maria, Hilfe der Christen (Spandau)
- Pfarrei Heilige Gertrud von Helfta – Oberhavel – Ruppin (Fürstenberg, Neuruppin); Pfarrkirche: Herz-Jesu-Kirche (Neuruppin)
- Pfarrei Heilige Theresa von Avila Berlin Nordost (Pankow, Prenzlauer Berg, Weißensee, Alt- und Neu-Hohenschönhausen); Pfarrkirche: St. Josef (Berlin-Weißensee)
- Pfarrei Heiliger Christophorus Barnim (Eberswalde, Bernau, Buch, Wandlitz); Pfarrkirche: Herz-Jesu-Kirche (Bernau)
- Pfarrei Heiliger Johannes XXIII. Tempelhof – Buckow (Lichtenrade, Mariendorf, Großziethen); Pfarrkirche: Herz-Jesu-Kirche (Berlin-Tempelhof)[43][44]
- Pfarrei Johannes Bosco – Berliner Südwesten (Zehlendorf, Lichterfelde, Schlachtensee, Wannsee); Pfarrkirche: Herz-Jesu-Kirche (Berlin-Zehlendorf)[45]
- Pfarrei Maria Rosenkranzkönigin – Steglitz – Lankwitz – Dahlem; Pfarrkirche: Rosenkranz-Basilika (Berlin-Steglitz)[46][47]
- Pfarrei Märtyrer von Berlin in Berlin-Charlottenburg (Charlottenburg-Nord); Pfarrkirche: Herz-Jesu-Kirche (Berlin-Charlottenburg)
- Pfarrei Sankt Bernhard Stralsund – Rügen – Demmin; Pfarrkirche: Dreifaltigkeitskirche (Stralsund)
- Pfarrei Sankt Bonifatius Nauen – Brieselang; Pfarrkirche: St. Peter und Paul (Nauen)
- Pfarrei Sankt Elisabeth (Moabit, Tiergarten, Wedding, Gesundbrunnen); Pfarrkirche: St. Paulus (Berlin)
- Pfarrei Sankt Franziskus (Hermsdorf, Frohnau, Märkisches Viertel, Wittenau); Pfarrkirche: St. Hildegard (Berlin)[48]
- Pfarrei Sankt Helena – Wilmersdorf – Friedenau; Pfarrkirche: St. Ludwig (Berlin-Wilmersdorf)
- Pfarrei Sankt Hildegard von Bingen Marzahn-Hellersdorf (Friedrichsfelde, Kaulsdorf, Biesdorf, Marzahn, Karlshorst); Pfarrkirche: Zum Guten Hirten (Berlin-Friedrichsfelde)[49]
- Pfarrei Sankt Jakobus Berlin – Umland Ost (Petershagen, Hoppegarten, Rüdersdorf, Erkner, Altbuchhorst)[50][51]
- Pfarrei Sankt Johannes der Täufer – Spandau Südwest (Spandau, Wilhelmstadt, Kladow); Pfarrkirche: St. Markus (Berlin-Spandau)
- Pfarrei Sankt Johannes Paul II. – Uecker-Randow (Hoppenwalde, Pasewalk); Pfarrkirche: St. Otto (Pasewalk)[52][53]
- Pfarrei Sankt Josef Treptow-Köpenick (Köpenick, Oberschöneweide, Adlershof, Johannisthal); Pfarrkirche: St. Josef (Berlin-Köpenick)
- Pfarrei Sankt Klara – Reinickendorf-Süd (Tegel, Reinickendorf); Pfarrkirche: Herz-Jesu-Kirche (Berlin-Tegel)
- Pfarrei Sankt Maria – Berliner Süden (Lankwitz, Marienfelde); Pfarrkirche: Vom Guten Hirten (Berlin)
- Pfarrei Sankt Maria Magdalena Oderland – Spree (Fürstenwalde, Frankfurt (Oder), Buckow, Müncheberg); Pfarrkirche: Heilig-Kreuz-Kirche (Frankfurt (Oder))
- Pfarrei Sankt Matthias Schöneberg (Tempelhof); Pfarrkirche: St. Matthias (Berlin)
- Pfarrei Sankt Mauritius – Berlin Lichtenberg – Friedrichshain; Pfarrkirche: St. Mauritius[54]
- Pfarrei Sankt Otto Usedom – Anklam – Greifswald; Pfarrkirche: St. Joseph (Greifswald)
- Pfarrei Zur Heiligen Dreifaltigkeit Königs Wusterhausen/Eichwalde; Pfarrkirche: St. Elisabeth (Königs Wusterhausen)

Noch nicht fusioniert (Fusion zum 1. Januar 2025 vorgesehen):
- Pastoraler Raum Birkenwerder – Hennigsdorf – Oranienburg
- Pastoraler Raum Brandenburg – Rathenow – Bad Belzig
- Pastoraler Raum Wittenberge – Kyritz – Wittstock/Dosse
- Pastoraler Raum Blankenfelde – Luckenwalde – Teltow – Zossen[55]
- Pastoraler Raum Templin – Prenzlau – Schwedt

### Kirchen
Siehe: Liste der Kirchen im Erzbistum Berlin

### Klöster und Gesellschaften apostolischen Lebens
- Kloster Alexanderdorf (Benediktinerinnen St. Gertrud) in Alexanderdorf
- Augustinerkloster St. Rita in Reinickendorf
- Kloster Sankt Augustinus (Marienschwestern von der Unbefleckten Empfängnis) in Lankwitz
- Dominikanerkloster St. Paulus in Moabit
- Dominikuskloster in Lankwitz
- Franziskanerkloster in Pankow
- Franziskanerinnen vom unbefleckten Herzen Mariens im St. Elisabeth Seniorenheim, Hakenfelde
- Karmel Regina Martyrum (Unbeschuhten Karmelitinnen) in Charlottenburg
- Karmelitenkloster St. Teresa in Birkenwerder
- Steyler Missionare und Steyler Anbetungsschwestern in Westend
- Institut St. Philipp Neri (Gesellschaft apostolischen Lebens päpstlichen Rechts) in Gesundbrunnen

### Studentengemeinden und Jugendkirche
- KSG Hl. Edith Stein, Berlin
- KSG „Philipp Neri“, Potsdam
- KSG St. Augustinus, Greifswald
- Katholische Studenten Heilig Kreuz Frankfurt (Oder)
- Jugendkirche SaM[56]

### Dekanate
Das Erzbistum gliederte sich bis zum 31. März 2021 in 17 Dekanate. Zum 1. April 2021 wurden die Dekanate aufgelöst.
Es bestanden folgende Dekanate:
| - I. Berlin-Mitte - II. Berlin-Lichtenberg - III. Berlin-Pankow - IV. Berlin-Charlottenburg-Wilmersdorf - V. Berlin-Spandau - VI. Berlin-Steglitz-Zehlendorf - VII. Berlin-Tempelhof-Schöneberg - VIII. Berlin-Neukölln - IX. Berlin-Treptow-Köpenick | - X. Berlin-Reinickendorf - XI. Brandenburg a.d. Havel - XII. Eberswalde - XIII. Fürstenwalde - XIV. Oranienburg - XV. Potsdam-Luckenwalde - XVI. Vorpommern - XVII Wittenberge |

### Schulen
| - Katholische Schule St. Alfons, Berlin-Marienfelde - Katholische Schule Bernhard Lichtenberg, Berlin-Spandau - Katholische Schule Bernhardinum, Fürstenwalde/Spree - Katholische Schule St. Hedwig, Petershagen - Katholische Schule Herz Jesu, Berlin-Charlottenburg - Katholische Schule Salvator, Berlin-Waidmannslust - Katholische Schule St. Franziskus, Berlin-Schöneberg - Katholische Schule St. Ludwig, Berlin-Wilmersdorf - Katholische Schule St. Marien, Berlin-Neukölln - Katholische Schule St. Mauritius, Berlin-Lichtenberg - Katholische Schule St. Paulus, Berlin-Moabit - Katholische Schule St. Ursula, Berlin-Zehlendorf - Katholische Marienschule, Potsdam - Katholische Schule Bernhardinum, Fürstenwalde/Spree - Katholische Schule Salvator, Berlin-Waidmannslust - Katholische Schule St. Marien, Berlin-Neukölln - Katholische Hochschule für Sozialwesen Berlin (KHSB, Fachhochschule) | - Canisius-Kolleg, Berlin-Tiergarten - Katholische Schule Bernhardinum, Fürstenwalde/Spree - Katholische Schule Liebfrauen, Berlin-Charlottenburg - Katholische Schule Salvator, Berlin-Waidmannslust - Katholische Schule St. Marien, Berlin-Neukölln - Katholische Theresienschule Berlin-Weißensee, Berlin-Weißensee - Katholische Marienschule, Potsdam - Katholische Schule St. Hildegard, Grundschule, Hauptschule für gesundheitsgeschädigte Kinder, Berlin-Marienfelde - Katholische Schule St. Franziskus, Grundschule mit Montessoripädagogik, Oberschule als Integrierte Reformschule, ab 2008 mit gymnasialer Oberstufe, Berlin-Schöneberg - Katholisches Schulzentrum Edith Stein im Katharinenstift, Fachoberschule, Berufsfachschule, Fachschule für Sozialpädagogik, Fachschule für Altenpflege, Prenzlauer Berg - Sancta-Maria-Schule für Lern- und Geistigbehinderte, Berlin-Zehlendorf |

### Stiftungen

#### Rechtsfähige selbständige Stiftungen

##### Sitz in Berlin
In Berlin müssen rechtsfähige Stiftungen, die für kirchliche Zwecke errichtet werden, der staatlichen Stiftungsaufsicht unterliegen. Diese selbständigen Stiftungen werden in einem Stiftungsverzeichnis der Senatsverwaltung für Justiz geführt. Darüber hinaus kann in der Satzung gegebenenfalls auch eine zusätzliche kirchenrechtliche Stiftungsaufsicht festgelegt sein.
| Name der Stiftung                                                          | Ortsteil der geförderten Einrichtung | Gründungsjahr |
| -------------------------------------------------------------------------- | ------------------------------------ | ------------- |
| Jenke-Stiftung Sankt Ludwig katholische Kirchengemeinde Berlin-Wilmersdorf | Wilmersdorf                          | 2016          |
| Kirchenstiftung St. Clemens                                                | Kreuzberg                            | 2011          |
| Stiftung der Rosenkranz-Basilika Berlin-Steglitz                           | Steglitz                             | 2009          |
| Stiftung Heilige Familie Berlin-Lichterfelde                               | Lichterfelde                         | 2009          |
| Stiftung Herz Jesu Berlin-Charlottenburg                                   | Charlottenburg                       | 2011          |
| Stiftung Katholische Kirchengemeinde Heilig Geist Berlin                   | Charlottenburg                       | 2010          |
| Stiftung Katholische Schwesternschaft Aquinata                             | Lichterfelde                         | 2010          |
| Stiftung Maria Immaculata                                                  | Lankwitz                             | vor 1990      |
| Stiftung Mater Dolorosa Berlin-Lankwitz                                    | Lankwitz                             | 2006          |
| Stiftung St. Hildegard                                                     | Frohnau                              | 2014          |
| Stiftung St. Joseph, Berlin-Rudow                                          | Rudow                                | 2008          |
| Stiftung St. Karl Borromäus-Salvator in Berlin                             | Grunewald                            | 2009          |

##### Sitz in Brandenburg
In Brandenburg werden selbständigen Stiftungen in einem Stiftungsverzeichnis des Ministeriums des Innern Brandenburg geführt, können aber von einer kirchlichen Behörde beaufsichtigt werden.
- Caritas-GemeinschaftsStiftung im Erzbistum Berlin, Potsdam-Babelsberg[78][79]
- Rathszimmermeister Krebs’sches Waisen- und Kommunikanten-Stift zu Schwedt/Oder[80]
- Sankt Florian-Stiftung Neuzelle, kirchliche Stiftung[81]

#### Sonstige Stiftungen
Sonstige Stiftungen sind öffentliche, nicht-selbständige oder privatnützige Stiftungen, die in der Regel nicht einer behördlichen Stiftungsaufsicht unterliegen. Hierzu gehören auch Treuhandstiftungen. Ferner gibt es Vereine, die den Begriff „Stiftung“ in ihrem Namen führen.
- Guardini-Stiftung e. V., Berlin, Arbeitsprogramm Kunst, Wissenschaft und Glaube
- Katholische Familienstiftung für Soldaten, Berlin-Marienfelde, Familienarbeit der katholischen Militärseelsorge[82]
- Schulstiftung Dr. Carl Sonnenschein, Potsdam, öffentliche Stiftung nach kirchlichem Recht in Brandenburg[83] mit Stiftungsaufsicht durch den Erzbischof und den Diözesanvermögensverwaltungsrat[84]
- Stiftung Canisius-Kolleg Berlin, Berlin-Tiergarten[85]

## Finanzielle Situation
Laut seinen Geschäftsberichten hatte das Erzbistum 2018 ein Vermögen von 755,3 Millionen Euro und damit wegen Neubewertungen von Immobilien 46 Millionen Euro mehr als 2017. 408,7 Millionen Euro entfielen dabei auf Rückstellungen für die Pensionen von etwa 300 Priestern und leitender Mitarbeiter des Erzbistums. Bis 2020 stieg das Vermögen auf 863,9 Millionen Euro, die Rückstellungen wurden auf 460,7 Millionen Euro beziffert.
Der Haushaltsplan für 2020 belief sich in den Einnahmen auf 264,8 Millionen Euro und stieg damit gegenüber 2019 um 5,9 Millionen Euro. Für 2022 werden 287,7 Millionen Euro veranschlagt. An Kirchensteuereinnahmen erwartete das Erzbistum für 2020 rund 152,7 Millionen Euro (5,9 Millionen Euro mehr als 2019), für 2022 sind es rund 160,8 Millionen. Hinzu kommen für 2022 78,5 Millionen an staatlicher Förderung der 25 Schulen in Trägerschaft des Erzbistums, während die Kirche 25,3 Millionen Euro selber aufbringt, außerdem 9 Millionen Euro für den Religionsunterricht und 5,4 Millionen im Rahmen der Staatsleistungen seitens der Länder Berlin, Brandenburg und Mecklenburg-Vorpommern.
Rund 32 % der Ausgaben sollten 2020 für die Seelsorge aufgewendet werden, etwa 30 % für Caritas, Kitas, Schulen und weltkirchliche Aufgaben, knapp 20 % für Gebäudeinstandhaltung, Abschreibungen und Bistumsverwaltung sowie 18 % für Altersvorsorgeleistungen. Generalvikar Manfred Kollig erklärte dazu, dass ein im Vergleich zu anderen deutschen Diözesen höherer Finanzaufwand aus der Größe des Erzbistums resultiere, das das zweitgrößte Flächenbistum Deutschlands mit ausgeprägter Diasporasituation sei.

## Diözesankalender
Im Erzbistum Berlin wird der Regionalkalender für das deutsche Sprachgebiet um die folgenden Eigenfeiern ergänzt (dahinter jeweils der Rang und die liturgische Farbe).
Abkürzungen: H = Hochfest, F = Fest, G = Gebotener Gedenktag, g = Nichtgebotener Gedenktag, GK = Generalkalender, RK = Regionalkalender
- 07. Februar: Sel. Petro Werhun (Priester und Märtyrer) – g – rot
- 22. März: Sel. Clemens August Kardinal Graf von Galen (Bischof von Münster) – g – weiß
- 23. April: Hl. Adalbert von Prag (Bischof von Prag, Märtyrer) – G (RK: g) – rot
- 27. April: Hl. Petrus Canisius (Ordenspriester, Kirchenlehrer) – F (RK: g) – weiß
- 05. Juni: Hl. Bonifatius (Bischof und Glaubensbote, Märtyrer) – F (RK: G) – rot
- 16. Juni: Hl. Benno von Meißen (Bischof von Meißen) – G (RK: g) – weiß
- 29. Juni: Hll. Petrus und Paulus (Apostel und Märtyrer. Der hl. Petrus ist Mitpatron der Erzdiözese Berlin) – H (GK: H) – rot
- 30. Juni: Hl. Otto von Bamberg (Bischof von Bamberg, Glaubensbote. Otto ist Mitpatron des Erzbistums Berlin) – F (RK: g) – weiß
- 17. August: Hl. Hyazinth von Polen (Ordenspriester) – g – weiß
- 17. September: Hl. Hildegard von Bingen (Äbtissin) – F (RK: g) – weiß
- 09. Oktober: Hl. Gunther (Einsiedler) – g – weiß
- 16. Oktober: Hl. Hedwig von Andechs (Herzogin von Schlesien) – in der St. Hedwigs-Kathedrale: H, im Erzbistum: F – weiß
- 22. Oktober: Sel. Contardo Ferrini (Laienhelfer) – g – weiß
- 30. Oktober: Sel. Maria Teresa vom Hl. Josef (Ordensgründerin) – g – weiß
- 05. November: Sel. Bernhard Lichtenberg (Priester und Märtyrer) – F – rot
- 06. November: Jahrestag der Weihe der Kathedrale zur Heiligen Hedwig – in der Kathedrale: H, im übrigen Erzbistum: F – weiß
- 08. November: Alle Märtyrer des Erzbistums – g – rot
- 19. November: Hl. Elisabeth von Thüringen (Landgräfin von Thüringen) – F (RK: G) – weiß